# Cappelletti

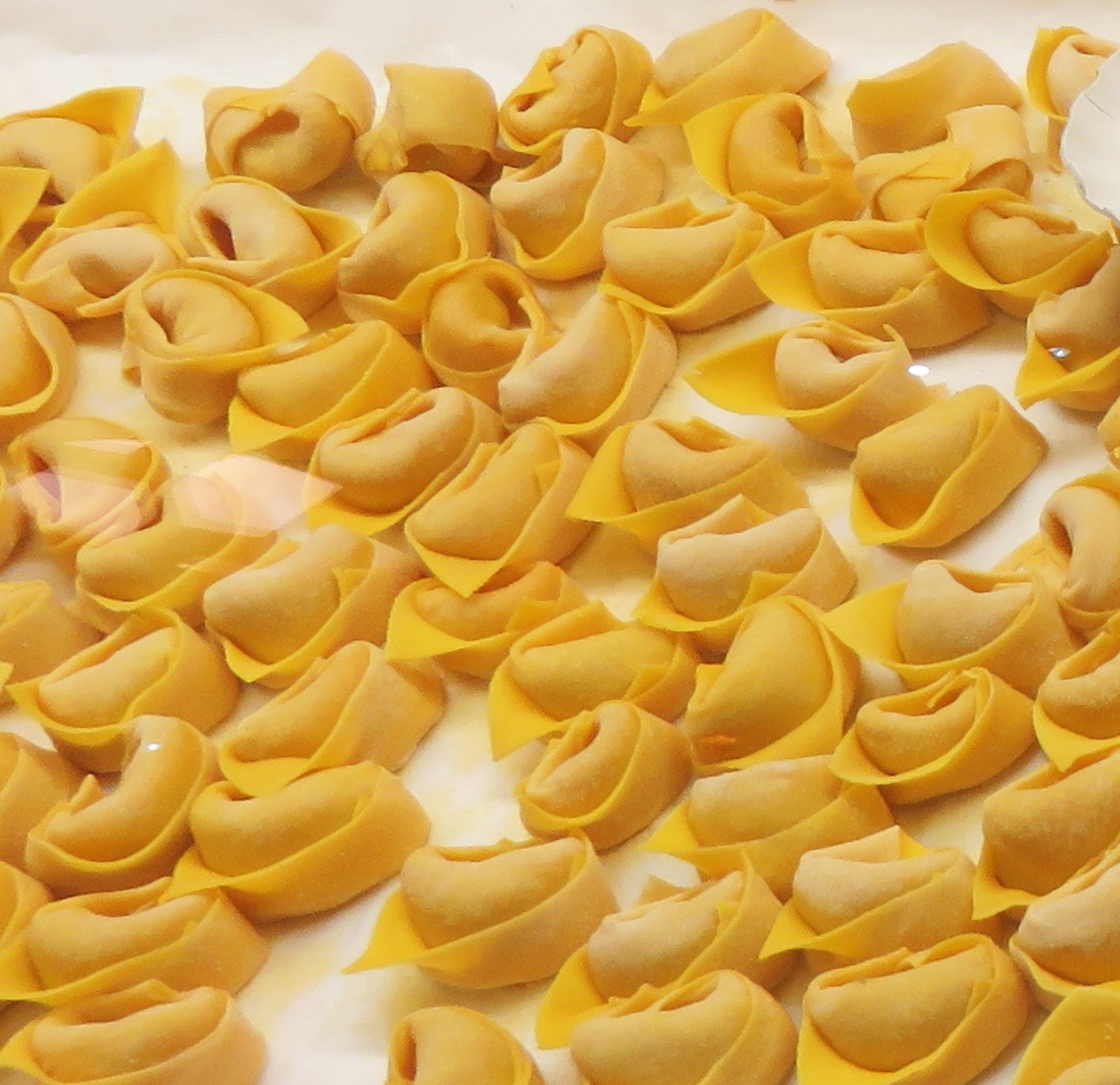
Cappelletti

Cappelletti (kap:el'let:i) – pătrățele de foaie umplute, pliate în formă de triunghi și lipite la extremități. Este tipul tradițional de mâncare servit la prânzul de Crăciun, obligatoriu în toată zona „Romagna”: „Pofta pentru acest tip de mâncare este generală”, scria în anul 1881 prefectul orașului Forlì, „toată lumea face pariuri despre cei care mănâncă cea mai mare cantitate, iar unii dintre ei ajung să mănânce și câte 400 - 500 bucăți”.
Cappelletti se disting de tortellini, nu atât prin diversitatea umpluturii cât prin forma datorată modului diferit de pliere a laturilor. Ambii se formează incepand de la un triunghi isoscel obținut în urma plierii la jumătatea pătratului de foaie, cu umplutura depusă la mijloc. Cele două extremități ale tortellonoului (vârfurile bazei) se rotesc în jurul degetului și se presează pentru a se lipi. Se obține forma tipică rotundă cu un for la mijloc. Marginile cappellettului, se presează una peste alta ca o îmbrățișare. Se obține o formă de căciulă fără for la mijloc. Pentru ambele tipuri de paste, există diferite tipuri de umplutură care variază în funcție de zona în care sunt produși. Dacă în general cappellettul este de dimensiune mică și se consumă în supă, varianta cappellaccio (kap:el'lat-[ʧ]o), de formă identică dar de dimensiune cel puțin dublă, se consumă uscat. Tipic de Ferrara este cappellaccio de dovleac cu umplutură pe bază de dovleac și amaretto.
Cappelletti se comercializează pasteurizați, congelați sau proaspeți, peste tot în lume și în special acolo unde comunitățile italiene sunt bine înrădăcinate. Cappelletti sunt produși astăzi cu mașini industriale special create de către societăți italiene cum ar fi: Arienti & Cattaneo, Ima, Ostoni, Zamboni, etc.; cappelletti ambalați proaspeți au o garanție de 7 săptămâni durata de înmagazinare.